# Long Beach Grand Prix 2005
Long Beach Grand Prix 2005 var säsongspremiären i Champ Car 2005. Racet kördes den 10 april på Long Beach gator. 2004 års mästare Sébastien Bourdais inledde sin säsong på bästa tänkbara sätt, efter att ha kört om Paul Tracy under tävlingens gång. Bruno Junqueira slutade trea bakom Tracy.

## Slutresultat
| Plats | Förare             | Team                | Grid | Kvaltid  |
| ----- | ------------------ | ------------------- | ---- | -------- |
| 1     | Sébastien Bourdais | Newman/Haas Racing  | 4    | 1.07,821 |
| 2     | Paul Tracy         | Forsythe Racing     | 1    | 1.07,485 |
| 3     | Bruno Junqueira    | Newman/Haas Racing  | 2    | 1.07,644 |
| 4     | Mario Domínguez    | Forsythe Racing     | 3    | 1.07,803 |
| 5     | Justin Wilson      | RuSPORT             | 5    | 1.07,919 |
| 6     | Timo Glock         | Rocketsports Racing | 6    | 1.08,274 |
| 7     | Ronnie Bremer      | HVM Racing          | 9    | 1.08,613 |
| 8     | A.J. Allmendinger  | RuSPORT             | 10   | 1.08,638 |
| 9     | Jimmy Vasser       | PKV Racing          | 11   | 1.08,770 |
| 10    | Cristiano da Matta | PKV Racing          | 8    | 1.08,493 |
| 11    | Oriol Servià       | Dale Coyne Racing   | 14   | 1.08,928 |
| 12    | Björn Wirdheim     | HVM Racing          | 13   | 1.08,834 |
| 13    | Ryan Hunter-Reay   | Rocketsports Racing | 15   | 1.08,792 |
| 14    | Marcus Marshall    | Team Australia      | 17   | 1.09,784 |
| 15    | Alex Tagliani      | Team Australia      | 7    | 1.08,466 |
| 16    | Fabrizio del Monte | Jensen Motorsport   | 19   | 1.11,723 |
| 17    | Andrew Ranger      | Conquest Racing     | 16   | 1.09,416 |
| 18    | Nelson Philippe    | Conquest Racing     | 15   | 1.09,334 |
| 19    | Ricardo Sperafico  | Dale Coyne Racing   | 18   | 1.09,879 |